# Dawud Magomiedow
Dawud Abułajewicz Magomiedow (ros. Давуд Абдулаевич Магомедов;ur. 8 listopada 1970, zm. 7 lipca 2005) – radziecki, rosyjski, a od 1994 roku azerski zapaśnik walczący w stylu wolnym. Dwukrotny olimpijczyk. Jedenasty w Atlancie 1996 i trzynasty w Sydney 2000. Walczył w kategorii 97–100 kg.
Wicemistrz świata w 1994. Szósty na mistrzostwach Europy w 1997. Czwarty w Pucharze Świata w 1992 roku.